# Agafangelos (Çamçe)
Agafangelos,  imię świeckie Vangjel Çamçe (ur. 1877 w Korczy, zm. w styczniu 1946 tamże) – albański biskup prawosławny, metropolita diecezji Berat-Wlora Albańskiego Autokefalicznego Kościoła Prawosławnego w latach 1929–1941, metropolita diecezji korczańskiej w latach 1941-1946.

## Życiorys
Urodził się w Korczy, w rodzinie albańskiej. Ukończył greckie gimnazjum, a w 1913 wyemigrował do Stanów Zjednoczonych, gdzie działał w albańskim ruchu narodowym. W 1919 został wyświęcony na księdza w Nowym Jorku. Przez dwa lata prowadził działalność duszpasterską wśród Albańczyków wyznania prawosławnego i współpracował z Fanem Nolim. W 1919 był inicjatorem budowy kościoła w Natick (Massachusetts), który stał się ważnym ośrodkiem działalności narodowej albańskiej diaspory. W 1920 powrócił do Albanii i zamieszkał w Korczy. Wziął udział w kongresie w Beracie (10-17 września 1922), na którym proklamowano autokefalię Kościoła albańskiego. Był jednym z kandydatów do objęcia kierownictwa nad Kościołem. 15 grudnia 1922 został archimandrytą. 12 lutego 1929 uzyskał sakrę biskupią z rąk abp Vissariona Xhuvaniego i godność metropolity diecezji Berat-Wlora-Kanina. Od 1929 zasiadał w Świętym Synodzie Albańskiego Autokefalicznego Kościoła Prawosławnego. W 1941 został wybrany metropolitę diecezji korczańskiej, ale z powodu sprzeciwu włoskich władz okupacyjnych nie objął tego stanowiska. Zmarł w roku 1946.
W 2012 został uhonorowany pośmiertnie Medalem Wdzięczności (Medalja e Mirënjohjes) przez prezydenta Albanii, Bamira Topiego.